# Garu (sitio arqueológico)
Garu de Yarowilca es un complejo arqueológico período pre-inca en el Perú. 
Es considerado uno de los centros arqueológicos más importante del Alto Marañón. Varios estudios indican que fue ocupado por los yarowilcas. Consta de tres sectores: Huaychao punta, Gantu y Jucchu.
Fue declarado Patrimonio Cultural del Nación con Resolución Directoral N° 569/INC el 17 de mayo de 2000.

## Ubicación
Está situado en la región Huánuco, provincia de Yarowilca, distrito de Choras. Se encuentra a 73 km de la ciudad de Huánuco.